# Station Saint-Aubin - Saint-Luperce
Station Saint-Aubin — Saint-Luperce is een spoorwegstation in de Franse gemeente Saint-Aubin-des-Bois.